# 风声鹤唳
《风声鹤唳》，2003年在中国大陆上映的战争剧，导演刘毅然，编剧韩毓海、刘毅然，主演伊能静、王亚楠、李立群、孟尧，根据林语堂同名小说改编而成。2003年8月12日在中国中央电视台电视剧频道首播，2003年12月2日在湖南卫视播出，2009年11月19日央视电视剧频道重播。

## 剧情
该剧讲述了中国抗日战争初期的江南古镇，姚天章、张介孚两大丝绸店豪门在商场鏖战，姚天章拒绝日本人而张介孚联合日本人抢占市场，演变出一场家仇国恨。

## 演出

### 主演
| 演员   | 角色   | 备注                                   |
| 李立群 | 姚天章 | 民族企业家，祖业天章丝绸的传承人。     |
| 王亚楠 | 姚博雅 | 姚家二少爷，迷恋戏子梅玲，妻子陶凯男。 |
| 孟尧   | 周梅玲 | 父亲周班主，被迫嫁给张介孚。           |
| 伊能静 | 张婉心 |                                        |

### 其他演员
| 演员   | 角色     | 备注                                   |
| 陈孝萱 | 陶凯男   | 张婉心的表姐。嫁给了姚博雅。           |
| 郑晓宁 | 彭耕夫   |                                        |
| 雷恪生 | 张介孚   | 张家老爷，丝绸业商户。爱慕外甥女凯男。 |
| 韩青   | 姚博非   |                                        |
| 王诗槐 | 渡边鸠夫 |                                        |
| 盖克   | 姚太太   |                                        |
| 岳红   | 大太太   |                                        |
| 周洁   | 二太太   |                                        |
| 杨联魁 | 谢禀智   |                                        |
| 张政   | 高管家   |                                        |
| 富乃苏 | 周班主   |                                        |
| 陈勇   | 周坤     |                                        |
| 王小红 | 九妹     |                                        |
| 蓝歌   | 玉梅     |                                        |
| 宦泽葳 | 名烟     |                                        |
| 西周   | 黄金发   |                                        |
| 张碧清 | 阿巧     |                                        |
| 张程程 | 阿香     |                                        |
| 孟旭   | 阿朱     |                                        |
| 孙晓燕 | 老鸨     |                                        |
| 少根   | 吴大夫   |                                        |

## 播放
2003年8月12日，《风声鹤唳》在中国中央电视台电视剧频道首播，8月23日播完。同年12月2日在湖南卫视播出。2009年11月19日中国中央电视台电视剧频道再度重播。